# Jugowizja
Jugowizja (nazwa oryginalna Jugovizija) – oficjalna nazwa narodowego konkursu muzycznego organizowanego w byłej Jugosławii w celu wyznaczenia reprezentanta do Konkursu Piosenki Eurowizji. Każdego roku w konkursie brali udział reprezentanci wszystkich sześciu nadawców socjalistycznych republik:
- RTV Sarajevo (Bośnia i Hercegowina),
- RTV Zagreb (Chorwacja),
- RTV Skopje (Macedonia),
- RTV Ljubljana (Słowenia),
- RTV Beograd (Serbia)
- RTV Titograd (Czarnogóra),

Oraz dwóch prowincji autonomicznych: 
- RTV Priština (Kosowo)
- RTV Novi Sad (Wojwodina).

Najczęściej w konkursie Jugowizji zwyciężali reprezentanci Chorwacji  – wygrali aż 13 razy, zaś reprezentanci Macedonii nie odnieśli zwycięstwa ani razu.
Kiedy festiwal odbywał się w Opatii przez kilka lat w latach 70, zaczął być znany jako Opatija Festival. W 1981 roku zaczął być znany w Serbii jako Jugoslavenski izbor za Pesmu Evrovizije, a w Chorwacji jako Jugoslavenski izbor za Pjesmu Eurovizije.
Jugosławia wystąpiła w Konkursie Piosenki Eurowizji 27 razy, od 1961 roku do 1992 roku, jednakże nie wzięła udziału w latach 1977, 1978, 1979, 1980 i 1985 roku. Od 1992 roku po rozpadzie Jugosławii w latach 90. XX wieku kraje bałkańskie nie uczestniczyły już w konkursie Jugowizji.
Socjalistyczna Federacyjna Republika Jugosławii zwyciężyła w Konkursie Piosenki Eurowizji w 1989 roku z piosenką Rock me, którą wykonał chorwacki zespół Riva. Dzięki temu Konkurs Piosenki Eurowizji w 1990 roku zorganizowano w Zagrzebiu, mieście w byłej Jugosławii w Chorwacji.

## Zwycięzcy
| Rok  | Zwycięska republika    | Artysta                          | Piosenka                  | Finał Konkursu Piosenki Eurowizji | Finał Konkursu Piosenki Eurowizji |
| Rok  | Zwycięska republika    | Artysta                          | Piosenka                  | Miejsce                           | Punkty                            |
| ---- | ---------------------- | -------------------------------- | ------------------------- | --------------------------------- | --------------------------------- |
| 1961 | SR Słowenii            | Ljiljana Petrović                | „Neke davne zvezde”       | 8                                 | 9                                 |
| 1962 | SR Słowenii            | Lola Novaković                   | „Ne pali svetla u sumrak” | 4                                 | 10                                |
| 1963 | SR Chorwacji           | Vice Vukov                       | „Brodovi”                 | 11                                | 3                                 |
| 1964 | SR Bośni i Hercegowiny | Sabahudin Kurt                   | „Život je sklopio krug”   | 13                                | 0                                 |
| 1965 | SR Bośni i Hercegowiny | Vice Vukov                       | „Čežnja”                  | 12                                | 2                                 |
| 1966 | SR Słowenii            | Berta Ambrož                     | „Brez besed”              | 7                                 | 9                                 |
| 1967 | SR Słowenii            | Lado Leskovar                    | „Vse rože sveta”          | 8                                 | 7                                 |
| 1968 | SR Chorwacji           | Luči Kapurso & Hamo Hajdarhodžić | „Jedan dan”               | 7                                 | 8                                 |
| 1969 | SR Chorwacji           | Ivan & 3M                        | „Pozdrav svijetu”         | 13                                | 5                                 |
| 1970 | SR Słowenii            | Eva Sršen                        | „Pridi, dala ti bom cvet” | 11                                | 4                                 |
| 1971 | SR Chorwacji           | Krunoslav Slabinac               | „Tvoj dječak je tužan”    | 14                                | 68                                |
| 1972 | SR Chorwacji           | Tereza Kesovija                  | „Muzika i ti”             | 9                                 | 87                                |
| 1973 | SR Bośni i Hercegowiny | Zdravko Čolić                    | „Gori vatra”              | 15                                | 65                                |
| 1974 | SR Serbii              | Korni Grupa                      | „Moja generacija”         | 12                                | 6                                 |
| 1975 | SR Słowenii            | Pepel in Kri                     | „Dan ljubezni”            | 13                                | 22                                |
| 1976 | SR Bośni i Hercegowiny | Ambasadori                       | „Ne mogu skriti svoj bol” | 17                                | 10                                |
| 1981 | SR Bośni i Hercegowiny | Vajta                            | „Leila”                   | 15                                | 35                                |
| 1982 | SR Serbii              | Aska                             | „Halo Halo”               | 14                                | 21                                |
| 1983 | SR Czarnogóry          | Danijel Popović                  | „Džuli”                   | 4                                 | 125                               |
| 1984 | SR Czarnogóry          | Vlado & Isolda                   | „Ciao, Amore”             | 18                                | 26                                |
| 1985 | SR Chorwacji           | Zorica Kondža feat. Josip Genda  | „Pokora”                  | Rezygnacja                        | Rezygnacja                        |
| 1986 | SR Chorwacji           | Doris Dragović                   | „Željo moja”              | 11                                | 49                                |
| 1987 | SR Chorwacji           | Novi fosili                      | „Ja sam za ples”          | 4                                 | 92                                |
| 1988 | SR Chorwacji           | Srebrna Krila                    | „Mangup”                  | 6                                 | 87                                |
| 1989 | SR Chorwacji           | Riva                             | „Rock Me”                 | 1                                 | 137                               |
| 1990 | SR Chorwacji           | Tajči                            | „Hajde da ludujemo”       | 7                                 | 81                                |
| 1991 | SR Serbii              | Bebi Dol                         | „Brazil”                  | 21                                | 1                                 |
| 1992 | SR Serbii              | Extra Nena                       | „Ljubim te pesmama”       | 13                                | 44                                |

Legenda:
     1. miejsce